# Graukopfhabicht
Der Graukopfhabicht (Lophospiza griseiceps, Synonym: Accipiter griseiceps) ist ein kleiner asiatischer Greifvogel. Er ist endemisch in Sulawesi in Indonesien.

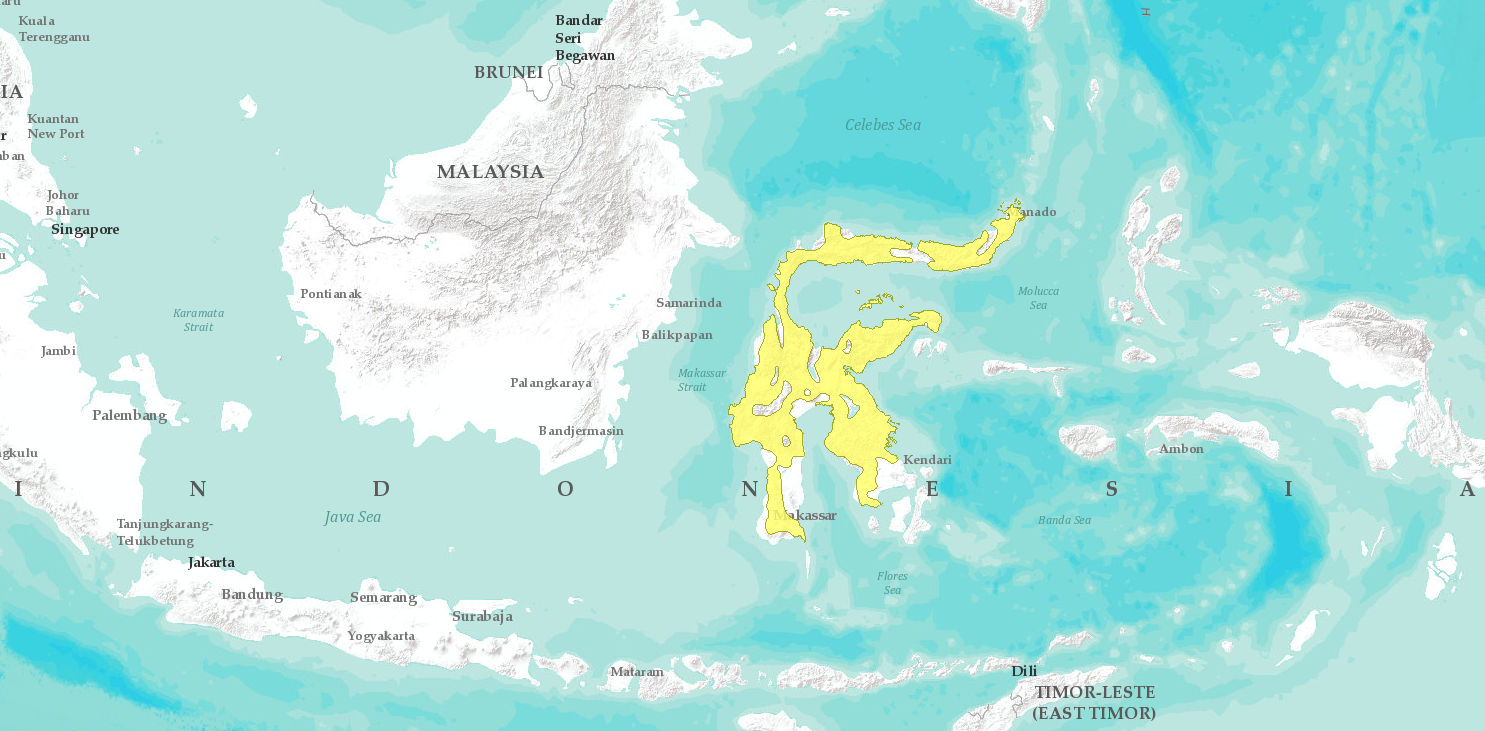
Verbreitungsgebiet

Der Lebensraum umfasst tropischen oder subtropischen feuchten Tief- oder Bergwald, auch Mangrovenwald bis 2000 m Höhe.
Der Artzusatz kommt von lateinisch griseus ‚grau‘ und lateinisch caput ‚Kopf‘.

## Merkmale
Dieser Vogel ist 28 bis 38 cm groß, das Männchen wiegt etwa 212, das größere Weibchen etwa 299 g, die Flügelspannweite beträgt 51 bis 65 cm. Er ist ein kleiner, schlanker Habicht mit dunkler Oberseite und sehr kleiner Haube, die Flügel sind breit und relativ kurz, der Schwanz ist mittellang. Er ähnelt dem größeren Schopfhabicht (Accipiter trivirgatus), hat aber eine durchgehend gestrichelte Unterseite, ist oben kräftiger braun, hat blassere Schwanzbinden und eine deutlich kleinere Haube. Die Iris ist gelb bis rötlich-orange, die Wachshaut matt gelb und die Beine gelb. Bei Jungvögeln ist die Iris braun, die Wachshaut grünlich-grau, sie ähneln denen des Schopfhabichts.
Die Art ist monotypisch.

## Stimme
Der eher seltene Ruf wird als schwaches, hohes „tseee-tseee-tseee...“  beschrieben, langsamer als andere Habichte.

## Lebensweise
Die Nahrung besteht aus Echsen, kleinen Vögeln und Säugetieren, gelegentlich auch Hühnern, die von einem versteckten Ansitz aus nach schnellem Flug oft am Boden überrascht werden.
Die Brutzeit dürfte zwischen Mai und Juli liegen, das Nest befindet sich in der Regel in einer Hauptgabel nicht sehr großer Bäume.

## Gefährdungssituation
Die Art gilt als nicht gefährdet (Least Concern).